# Gallica
Pour les articles homonymes, voir Gallica (homonymie).
Gallica est la bibliothèque numérique de la Bibliothèque nationale de France et de ses partenaires. En libre accès depuis 1997, elle regroupe plusieurs millions de documents (des livres au format EPUB, des journaux, des revues, des images, des enregistrements sonores, des cartes, des manuscrits et des vidéos).
Gallica s'enrichit chaque semaine de milliers de nouveautés et franchit ainsi le cap du millionième document en 2010, des six millions en 2020, des huit millions en mars 2021, des neuf millions en octobre 2022, des dix millions en mars 2023 et des onze millions en janvier 2025.

## Caractéristiques

### Collections
En mai 2025, Gallica proposait à la consultation en ligne plus de 10 millions de documents, avec un rythme de 1 500 pages numérisées par jour dont 862 918 livres, 5 804 805 fascicules de presse et revues, 1 789 461 images, 186 218 manuscrits, 196 490 cartes, 64 968 partitions, 52 004 enregistrements sonores, 519 876 objets et 5 585 vidéos. Un certain nombre d'ouvrages a fait l'objet d'une reconnaissance optique de caractères et le texte peut être recherché sur Gallica.
L'ensemble des collections stockées sur Gallica et Gallica intra-muros représentait un volume de 1 519 téraoctets au 31 décembre 2014, ce qui équivaut à plus de 3 millions de documents.

### Notice
À chaque document est associé un identifiant numérique destiné à sa conservation à long terme, nommé Archival Resource Key (ARK).
Tous les documents disposent également d'une notice propre, qui peut contenir :
- le titre de l'œuvre ;
- l'éditeur ;
- la date d'édition : exemple : (1789-1792) ;
- la date de mise en ligne ;
- le sujet : des mots et expressions clés servant à faire des recherches ;
- la langue ;
- le type : exemple : image fixe, estampe ;
- le format de l'original : exemple 1 est. : eau-forte, burin ; 32,5 × 22,5 cm (élt d'impr.) ;
- le format de la version numérisée : exemple : image/jpeg ;
- les droits d'utilisation (exemple : domaine public) ;
- l'identifiant : exemple : ark:/12148/btv1b6948042s ;
- la source : exemple : Bibliothèque nationale de France, département Estampes et photographie, RESERVE QB-370 (25)-FT 4 [De Vinck, 4219 ;
- les liens avec d'autres œuvres, lien vers la version numérique[10] ;
- la provenance : en général bnf.fr ;
- la description.

## Histoire

### Débuts à l'EPBF
Les premières numérisations datent de 1992, à la suite d'un projet de constitution d'une « collection d'images fixes numérisées » initié en 1990, du temps de l'Établissement Public de la Bibliothèque de France (EPBF). L'objectif est fixé à l'époque à 300 000 images fixes, avec l'idée de constituer des collections multimédias (incluant du son, des imprimés, des images fixes et animées). La Bibliothèque Nationale est alors démarchée pour participer au fonds, au même titre que des institutions privées ou encore des agences de photo.
À la suite de la fusion (décidée par François Mitterrand) en 1994 de la Bibliothèque Nationale et de l'EPBF, la nouvelle Bibliothèque nationale de France (BnF) accordera une plus large place aux collections issues de ses fonds propres dans le processus de numérisation ; ils représenteront rapidement la moitié du fonds numérique. Le service spécifique chargé jusqu'à la fusion d'acheter les ouvrages à numériser doit désormais travailler avec les départements thématiques de la BnF pour choisir dans leurs fonds et le Département de l’audiovisuel qui avait procédé principalement par acquisitions dans des collections extérieures est chargé de sélectionner des images fixes dans le fonds des départements spécialisés.

### Lancement de Gallica
Le service web de Gallica est ouvert le 10 octobre 1997,. Le projet a comme ambition de devenir la « bibliothèque virtuelle de l'honnête homme ». Elle propose alors un accès aux œuvres ainsi que des dossiers documentaires, notamment des textes et des images du XIXe siècle francophone. Le serveur stocke à ce moment 2 500 livres numérisés en mode image, ainsi que 250 livres numérisés en mode texte (issus de la base Frantext de l'Institut national de la langue française). Les livres sont classés par discipline, et accompagnés d'une chronologie du XIXe siècle, ainsi que de synthèses sur les grands courants en histoire, sciences politiques, droit, économie, littérature, philosophie, sciences et histoire des sciences. Enfin, un échantillon de la future iconothèque est disponible, avec un fonds du photographe Eugène Atget, une sélection de documents sur Pierre Loti, une collection d’images de l’École nationale des ponts et chaussées (sur les grands travaux de la révolution industrielle), et un choix de livres illustrés de la bibliothèque du Musée de l’Homme. À son lancement, Gallica est moins considéré comme une bibliothèque numérique que comme un « laboratoire dont l’objet est d’évaluer les conditions d’accès et de consultation à distance des documents numériques ».
Rapidement, le projet prend pourtant une ampleur très différente : au début de l'année 1998, Gallica annonce un objectif de 100 000 volumes et 300 000 images numérisées pour la fin 1999 (dont plus du tiers concernent le XIXe siècle). La moitié des 300 000 images doit provenir des départements spécialisés de la BnF, l'autre de collections d’établissements publics (musées et bibliothèques, Documentation française, École nationale des ponts et chaussées, Institut Pasteur, Observatoire de Paris par exemple) ou privés (agences de presse dont Magnum, l’Agence France-Presse, Sygma, Rapho). Mais dès la fin de l'année, la BnF revoit ses espérances à la baisse : selon Le Figaro, elle passe « d’une espérance universaliste, encyclopédique, à la nécessité de choix éditoriaux pointus », tandis que son président, Jean-Pierre Angremy, rapporte la décision du comité éditorial de Gallica en déclarant :

« Nous avons décidé d’abandonner l’idée d’un vaste corpus encyclopédique de cent mille livres, auquel on pourrait sans cesse reprocher des trous. Nous nous orientons aujourd’hui vers des corpus thématiques, aussi complets que possibles, mais plus restreints. […] Nous cherchons à répondre, en priorité, aux demandes des chercheurs et des lecteurs. »

Une deuxième version est mise en ligne en 2000. Les livres et périodiques sont choisis titre par titre, tandis que les autres médias font l'objet de numérisation par grands ensembles. Le mode image est alors dominant, le mode texte restant limité à des textes saisis pour certains, notamment dans le cadre d'Analyse et traitement informatique de la langue française.
S’y ajoute par la suite un grand programme de numérisations de la presse quotidienne nationale française ainsi que de publications des sociétés savantes.
En 2005, en réponse à l'initiative de Google Recherche de livres, Jean-Noël Jeanneney publie Quand Google défie l'Europe, où il plaide pour une réaction européenne et notamment française. À la suite de cet appel, la Bibliothèque nationale de France s'engage dans la « numérisation de masse » avec une augmentation de la quantité des documents mis à disposition et le basculement progressif vers le mode texte par reconnaissance optique de caractères.
En novembre 2007 est passé un nouveau marché avec Safig qui prévoit la numérisation de 300 000 ouvrages par an sur trois ans, en mode image et en mode texte. Le choix individuel des livres est abandonné au profit d'un système de « tranches de cotes ».
Gallica2, troisième version de Gallica, a été engagée en novembre 2007, l'ancienne version restant alors provisoirement disponible. S'appuyant sur le robot d'indexation Lucene, elle se veut la synthèse de Gallica et du prototype Europeana. Gallica2 cherche à développer la personnalisation de l'interface.
Toujours pour répondre à Google, est lancé un projet d'intégration dans Gallica d'œuvres sous droits, en partenariat entre la Bibliothèque nationale de France, la Direction du livre et de la lecture, le Centre national du livre et le Syndicat national de l'édition. Le moteur de recherche donne accès à la fois aux documents libres et aux documents sous droits, les diffuseurs restant libres de décider des conditions de consultation du texte intégral. Gallica donne également accès à des bibliothèques virtuelles partenaires via le protocole OAI-PMH.
En mars 2009, l'interface qui avait été provisoirement maintenue est retirée de la consultation, conduisant à la réunification de Gallica et de Gallica2 et les collections spécialisées commencent à être numérisées. La même année voit le lancement du blog de Gallica. L'interface change à nouveau le 19 février 2010.
Par ailleurs, le rapport de la mission Tessier, remis le 12 janvier 2010, prévoit des évolutions de Gallica, qui pourrait la détacher de la BnF et la transformer en une interface de consultation de divers documents numérisés.
Le 29 juillet 2011, L'Avenir est le 1 500 000e document numérisé.
Le 12 mars 2012, est mis en place à la Bibliothèque nationale de France un service Gallica intra muros donnant accès aux documents sous droits d'auteur, uniquement depuis la bibliothèque de recherche.

### Accords de numérisation public/privé
Le 15 janvier 2013, le ministère de la Culture et de la Communication, le Commissariat aux investissements d’avenir et la BnF annoncent conjointement la signature de deux accords de numérisation et de diffusion pour les livres anciens et les fonds musicaux de la BnF dans le cadre du Programme d'investissements d'avenir, via la filiale BnF-Partenariats créée en 2012 :
- un accord avec la société ProQuest pour numériser 70 000 livres anciens français couvrant la période 1470 – 1700, qui concerne tous les incunables imprimés avant 1500 et un exemplaire par édition pour les imprimés des XVIe et XVIIe siècles. Au fil du temps, une sélection de 3 500 ouvrages choisis par la BnF sera en libre accès immédiat sur Gallica ; les autres titres ne seront disponibles sur la plateforme que dix ans plus tard ;
- un accord avec Believe Digital et Memnon Archiving Services pour numériser 200 000 disques vinyle 78 et 33 tours.

Deuxième logo de Gallica (2009-2016).

L'accord de numérisation porte sur des œuvres du domaine public uniquement, et prévoit une exclusivité de commercialisation des œuvres pour les entreprises partenaires. Or les principaux acheteurs des licences d’accès à ces contenus seront des organismes publics de recherche ou des bibliothèques universitaires, acteurs qui seront obligés de payer pour des contenus numérisés qui font partie du patrimoine culturel commun. Plusieurs organisations dénoncent cet aspect de l'accord, notamment le collectif Savoirscom1, l’association COMMUNIA, l’Open Knowledge Foundation France, les Creative Commons France, la Quadrature du Net, Framasoft, le Parti Pirate, Wikimédia France, l'Association des bibliothécaires de France ou encore le Front de Gauche.

### Programme de numérisations de la presse quotidienne nationale
La BNF conserve des titres de presse de toutes époques, depuis La Gazette de Théophraste Renaudot, jusqu’aux journaux gratuits publiés en France à partir du XXIe siècle, avec des opérations successives de microfilmage de 120 000 bobines à la date de 2007 mais des contraintes liées aux différents formats, à l'acidité du papier, ou encore aux altérations des copies microfilmées ont causé des complications et même une sous-exploitation de la presse comme outil et objet de recherche par les universitaires et historiens.
Un premier plan de numérisation pluriannuel pour 31 titres, représentant un volume total de près de 3,5 millions de pages, s’est étendu sur la période 2005-2010, afin chaque année de numériser entre 4 et 6 titres en recourant à la reconnaissance optique de caractères (en anglais OCR pour Optical Caracter Recognition).
Le coût total avoisine 3,5 millions d’euros, assuré via la subvention versée par le ministère de la Culture et de la Communication et incluant le coût du stockage informatique des données et les prestations  en sous-traitance.
Un article de 2007 laissait entendre que la presse n’a vraiment été parmi les préoccupations principales de la BNF qu'à partir du milieu des années 2000, quand ce programme de numérisation, complété par la décision de « travailler » à la rédaction d’un « Guide des sources de la presse » a eu pour conséquence le retrait de microfilms à la consultation physique, y compris pour l'étude par la communauté scientifique. En 2007 cependant, onze ans après le lancement de Gallica, n'étaient encore disponibles à la consultation que quelques quotidiens et pour des périodes réduites :
- La Croix : 1883-1918 / 1920-1924 (cote : NUMP-400) ;
- Le Temps : 1861-1935 (cote : NUMP-1048) ;
- Le Figaro : 1826- 1840 / 1854-1921 / 1924-1925 (cote : NUMP-1139) ;
- Le Figaro (supplément littéraire du dimanche) : 1876-1880 / 1886-1895 / 1905-1914 / 1919-1921 / 1924-1926 (cote : NUMP-1148) ;
- L'Humanité : 1904-1937 (cote : NUMP-1120)[23].

La Bibliothèque nationale de France a ensuite organisé l'exposition « La presse à la Une. De la Gazette à Internet », qui a fait l'objet d'un catalogue d'exposition sous la forme d'un « beau livre » publié en 2012, se demandant si les différents supports, numérique et papier, pourront cohabiter de manière complémentaire et qui recourt, parmi les possibilités offertes par le numérique à des QR codes invitant le lecteur à zoomer sur des entretiens vidéo, des « Unes » célèbres et emblématiques ou des albums thématiques complémentaires.

### Autres outils
En 2020 est lancé Gallicarte, qui permet la géolocalisation des documents, ainsi que l'application mobile gratuite disponible sur IOS et Android.
En 2021, Benjamin Azoulay et Benoît de Courson créent Gallicagram, logiciel qui représente graphiquement l’évolution de l’usage des mots au cours du temps en fouillant les corpus de presse et de livres numérisés par Gallica et par diverses autres bibliothèques nationales et locales, en cinq langues,,.

## Départements

### Département des manuscrits (enluminures)
- Saint Augustin, Cité de Dieu

Peinture de Jean-Pierre Louis Laurent Houel intitulée Prise de la Bastille, numérisée dans Gallica.

- Benoît de Sainte-Maure, Roman de Troie
- Boccace, Des cas des nobles hommes et femmes
- Boccace, Des claires et nobles femmes
- Chronique universelle
- Dialogue d'un chevalier et de Chrétienté
- Roman d'Énéas
- Flavius Josèphe, Antiquités judaïques
- Flavius Josèphe, Guerre des Juifs
- Grandes Chroniques de France
- Guyart des Moulins, Bible historiale
- Guillaume Fillastre, Toison d'Or
- Histoire ancienne jusqu'à César
- Histoire de Merlin
- Histoire du saint Graal
- Jean de Wavrin, Chroniques d'Angleterre
- Jean Mansel, Fleur des Histoires
- Lancelot du Lac
- Leonardo Bruni, Guerre punique
- Mort le roi Artu
- Ovide, Métamorphoses
- Pierre Choque, Réception d'Anne de Foix
- Queste del saint Graal
- Quinte-Curce, Histoire d'Alexandre le Grand
- Raoul Lefèvre, Histoires de Troyes
- Roman de Thèbes
- Romans de la Table Ronde
- Tite-Live, Histoire romaine
- Tristan de Léonois
- Trois fils de rois
- Valère Maxime, Faits et dits mémorables

#### Manuscrits orientaux
- Ahmedî, Iskender-nâma
- Kâtib Tchelebî, Djihân-Nüma
- Mîr Haydar, Mirâdj-nâma
- Tcherkes Aghâ Yûsuf Pâshâ, Safarnâme
- Zubdet el-Tevarikh

### Département des arts du spectacle
Il propose de l'iconographie sur des spectacles de théâtre, danse, cirque et marionnettes.
Depuis 2010, sont en ligne 50 000 photographies contemporaines de spectacle : des photographies de Joël Verhoustraeten et de Daniel Cande. J. Verhoustraeten et D. Cande restent titulaires des droits d'exploitation mais ont accepté une mise sur internet de leurs images.

### Département des cartes et plans
Des cartes, des plans réalisés à main levée ou lithographiés, les plus grands cartographes Gerardus Mercator, Jodocus Hondius, Wilhem Blaeuw, Nicolas de Fer, Sanson d'Abbeville, etc.

### Département Sciences et techniques
Il propose des sources précieuses pour l'histoire des sciences.
Dans le cadre du pôle associé Numérisation concertée en mathématiques entre la Bibliothèque nationale de France et la Cellule MathDoc, le portail Gallica-Math a été constitué. Par une indexation fine des documents, il donne un accès aisé à une partie du fonds mathématique de Gallica (Abel, Beltrami, Carnot, Cauchy, D'Alembert, Dirichlet, Euler, Fourier, Jacobi, Klein, Lagrange, Laguerre, Laplace, Möbius, Riemann), Journal de mathématiques pures et appliquées créé par Liouville en 1836 et toujours vivant. En outre, la numérisation du Répertoire bibliographique des sciences mathématiques est complétée par une base de données permettant des recherches fines, une navigation multiple dans le Répertoire et l'accès à nombre de documents originaux numérisés. Le catalogue LINUM intègre les ouvrages de mathématiques de Gallica aux côtés d'autres bibliothèques étrangères (Cornell, Göttingen, Michigan). L'ensemble de ces documents est repris dans la mini-dml, exemple de service OAI d'une grande utilité pour les chercheurs mathématiciens.

## Thématiques représentées
Gallica présente également des sélections éditorialisées où les documents sont regroupés en ensembles thématiques, géographiques ou par type de documents et accompagnés de textes de présentation :
- les Arts, loisirs et sport[37], dont la thématique du cheval et de l'équitation, avec 220 titres centrés et plus de 250 estampes en 2011, témoignant de la place centrale occupée par cet animal dans la culture et l'Histoire de France[38] ;
- le droit et l'économie[39] ;
- la littérature[40] ;
- l'histoire[41] ;
- les sciences[42] ;
- l'Afrique[43] ;
- les Amériques[44] ;
- l'Asie[45] ;
- l'Europe[46] ;
- la France[47] ;
- l'Orient ;
- les cartes et les globes[48] ;
- les enregistrements sonores[49] ;
- les images[50], telles les affiches, les estampes, les photographies ;
- les livres[51] ;
- les manuscrits[52] ;
- les objets[53], comprenant entre autres les monnaies, les médailles, les masques, les marionnettes, les objets d'art et les appareils d'enregistrement et de lecture de documents sonores, vidéo et multimédia ;
- les partitions[54] ;
- la presse et les revues[55] ;
- les vidéos[56] de documentaires et de conférences, dont quelques-unes consacrées à la Préhistoire et l'Antiquité[57].

## Gallica marque blanche
À partir de 2013, la BnF propose aux bibliothèques souhaitant diffuser leurs contenus sans disposer de leur propre outil, d'utiliser Gallica en « marque blanche ». L'application est développée et hébergée par la BnF mais un habillage propre permet à la bibliothèque de s'approprier l'outil.
La Bibliothèque nationale et universitaire de Strasbourg est le premier établissement à signer un partenariat avec la BnF pour sa bibliothèque numérique Numistral qui ouvre au public le 4 octobre 2013. En janvier 2020 ce sont 8 bibliothèques numériques qui sont propulsées par Gallica marque blanche.